# Schweizerisches Blindenmuseum

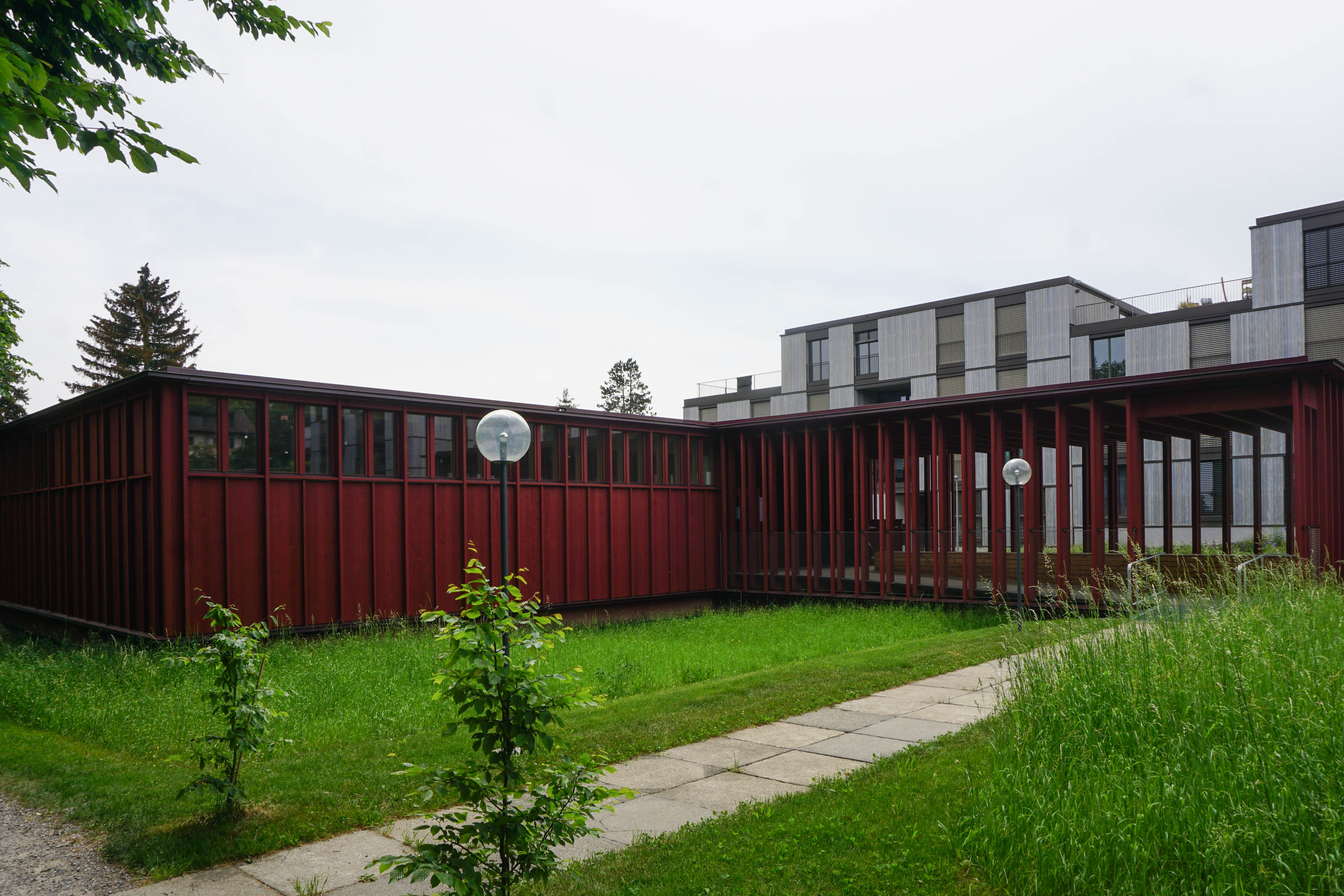
Das Blindenmuseum, Eingangsseite mit Vorraum

Das Schweizerische Blindenmuseum wurde 1907 von Theodor Staub gegründet und ging mit dessen Sammlung im Jahr 1961 an die Blindenschule Zollikofen über. 2012 wurde die auf dieser Sammlung basierende Ausstellung «anders sehen» eröffnet.

## Geschichte
Der Gründer des Museums Theodor Staub begann als früherblindeter Mensch zunächst eine handwerkliche Berufslehre und besuchte als Zwanzigjähriger natur- und geisteswissenschaftliche Vorlesungen an der Universität Zürich sowie am Polytechnikum. Als Lehrer an der Blinden- und Taubstummenanstalt in Zürich gründete er die Schweizerische Blindenleihbibliothek und 1907 das Schweizerische Blindenmuseum. Die im Laufe seines Schaffens gesammelten Schriften und Dokumente gingen in die Leihbibliothek über und alle anderen Sammelstücke wurden in Zürich aufbewahrt. Nach dem Bau der Blindenschule wurde die Sammlung nach Zollikofen überführt. In einem provisorischen Pavillon auf dem Schulareal wurden an einer Ausstellung die Exponate unter dem Titel «anders sehen» gezeigt und zum Informations- und Sensibilisierungszentrum ausgebaut. 2020 konnte das Museum in das neuerstellte Gebäude einziehen.
Das Museum ist zur professionelle Vernetzung Mitglied des Verband der Museen der Schweiz (VSM) sowie des Vereins der Museen im Kanton Bern (mmBE).

## Gebäude

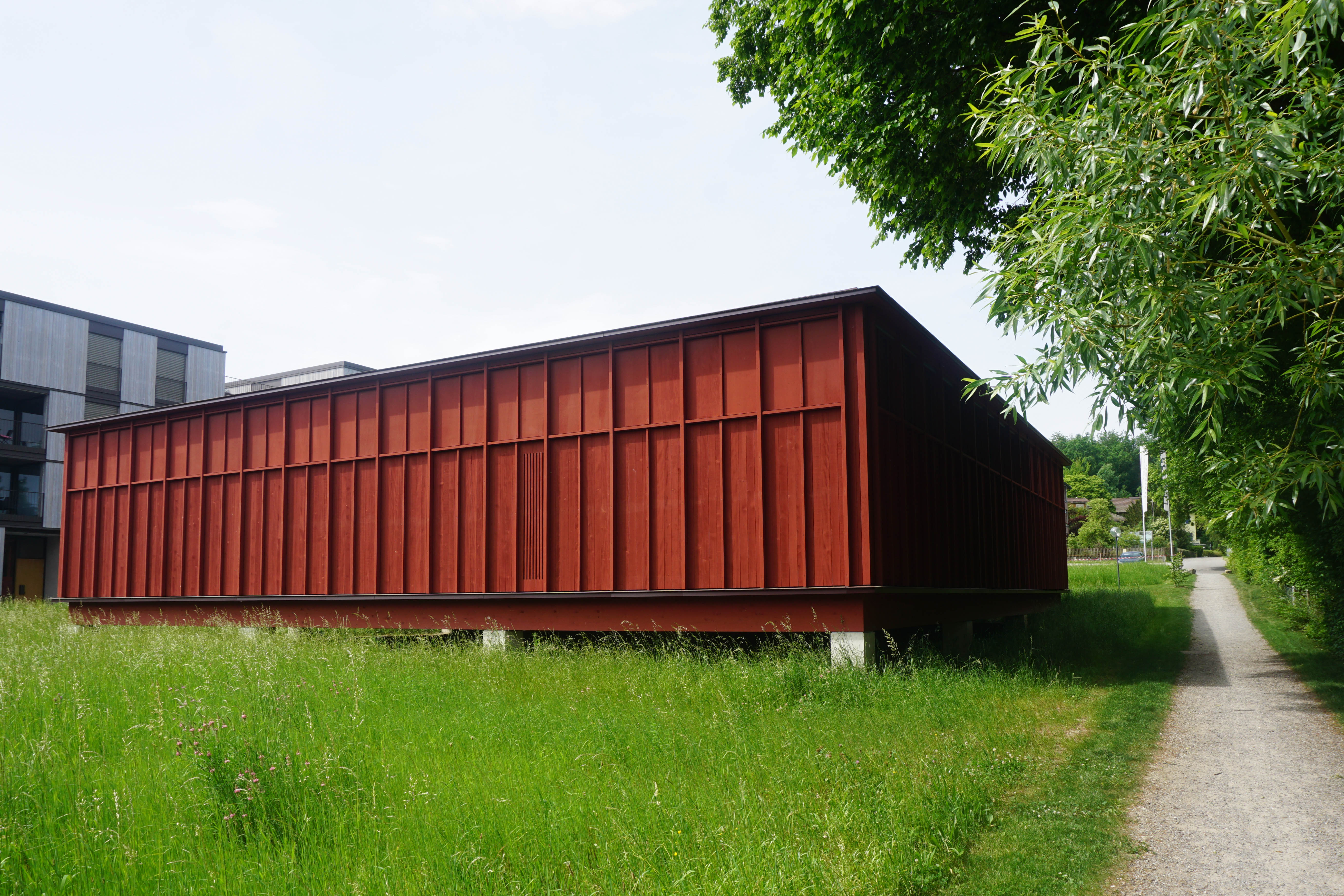
Das Blindenmuseum, Gebäude Südseite

Der alte Pavillon konnte nur noch bis Ende 2019 betrieben werden, da er den Bauvorschriften nicht mehr genügte. Im Rahmen der Gesamtplanung der Blindenschule wurde deshalb das Projekt für einen Ersatzbau ausgearbeitet. Dem Architekturbüro Rolf Mühlethaler Bern war die architektonische Planung anvertraut. Dank einer separaten Spendenkampagne konnte die Finanzierung des Baus gesichert werden.

## Exponate
Rund 1000 Exponate vom 18. Jahrhundert bis in die Gegenwart sind seit 2021 unter geeigneten klimatischen und sicherheitstechnischen Bedingungen gelagert und in einem Museums-Archivierungs-System professionell erfasst. Damit steht der externe Zugriff auf die Daten auch einer breiten Öffentlichkeit zur Verfügung.

## Ausstellungen

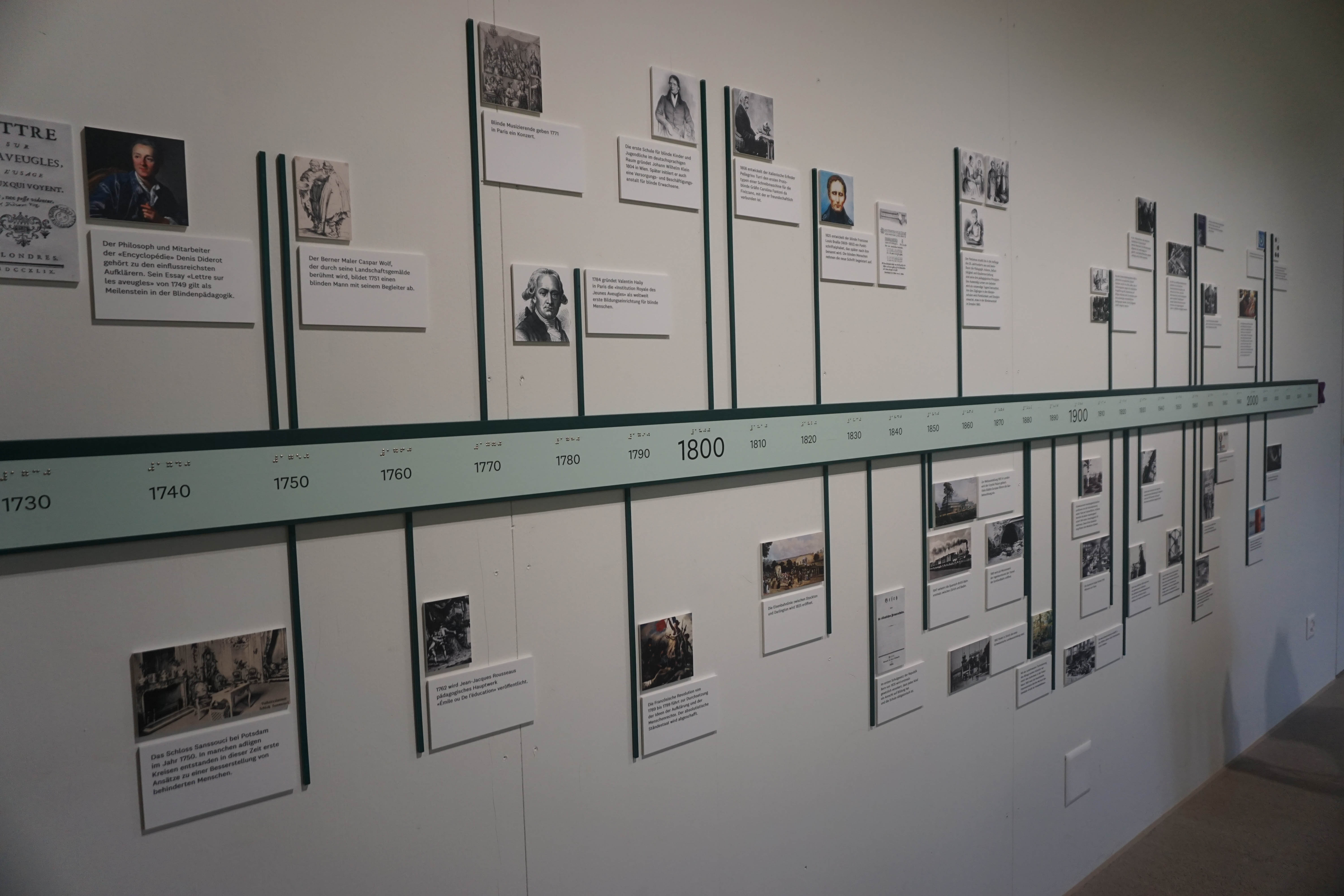
Zeitliche Entwicklung der Blindenschulung

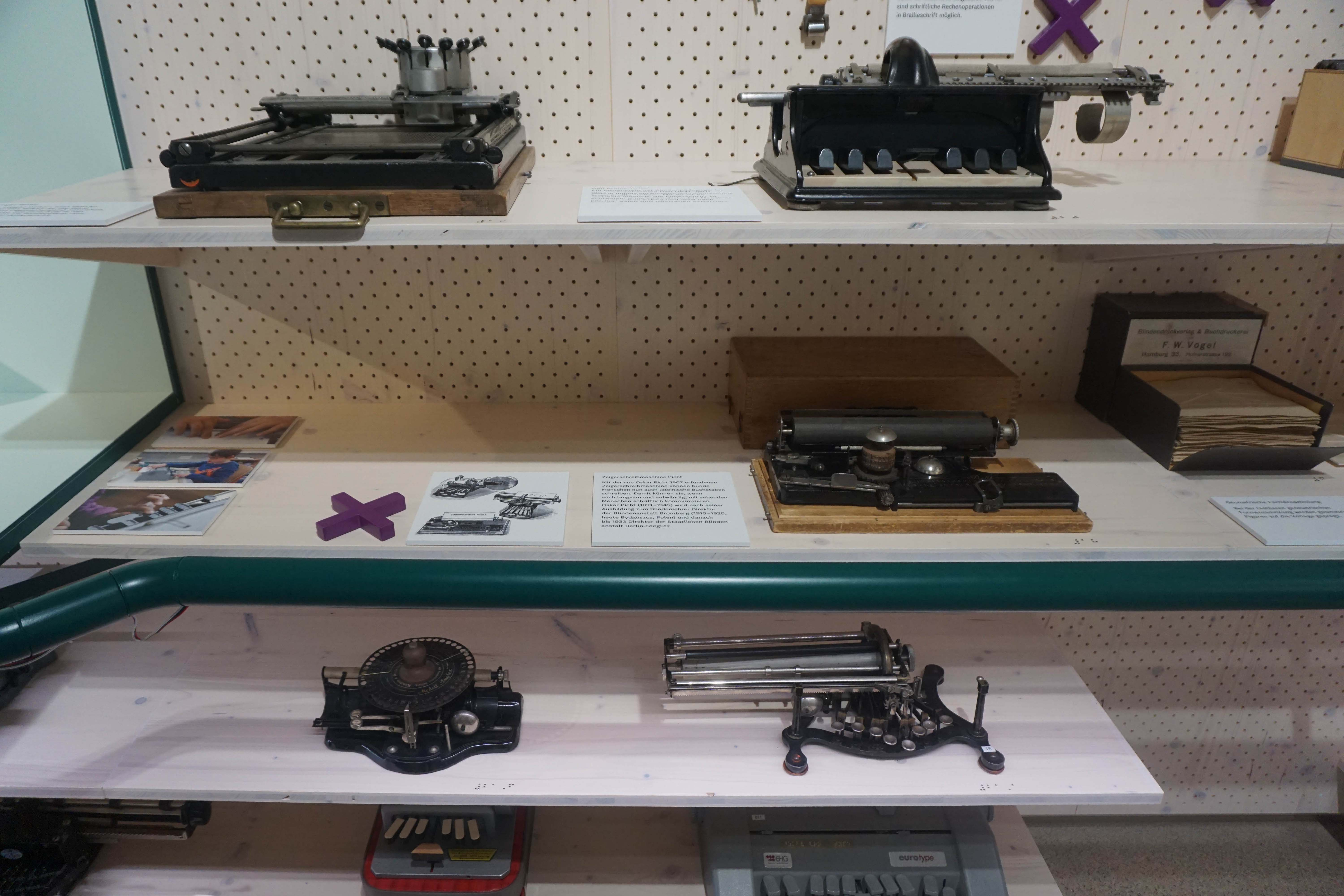
Historische Geräte

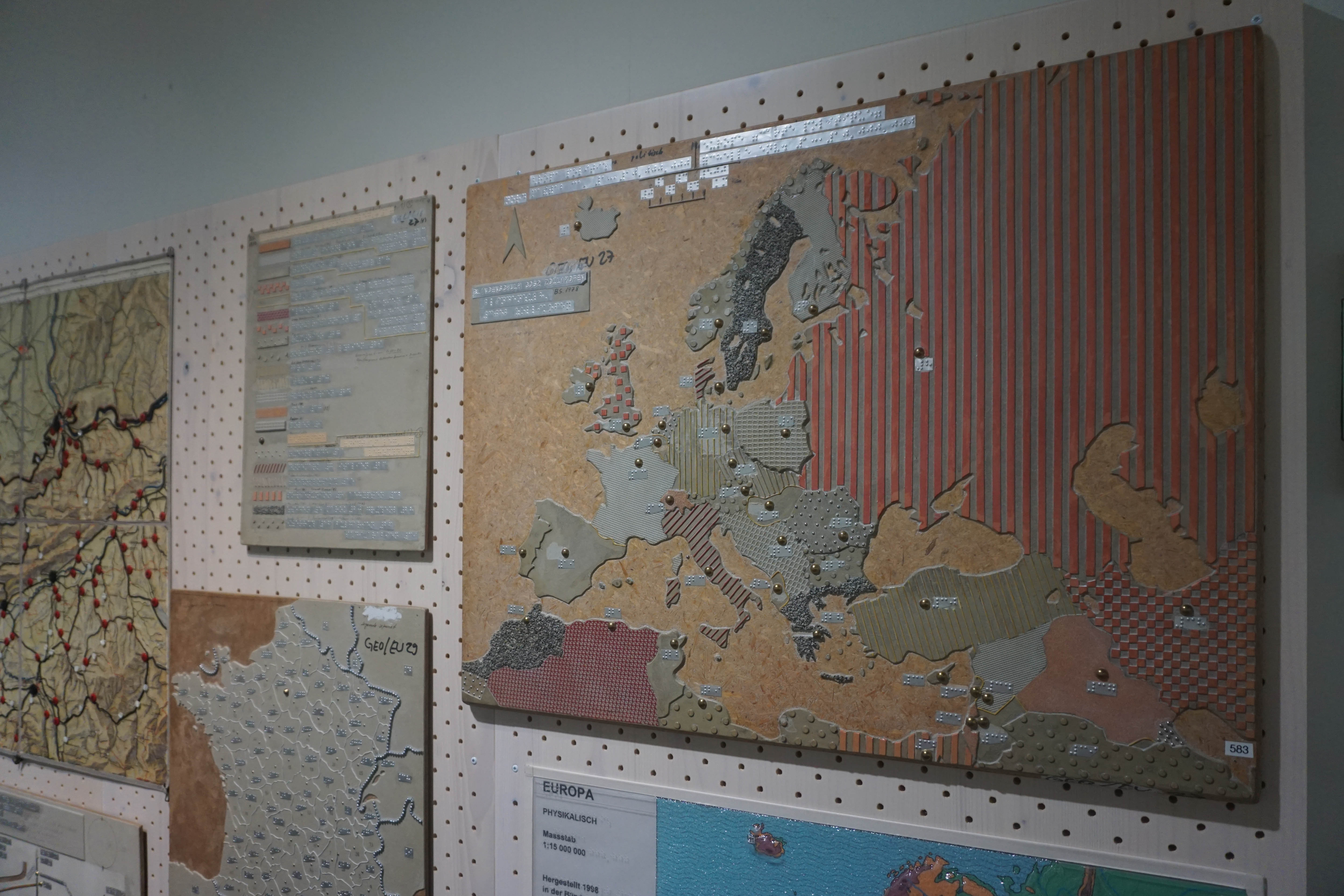
Ertastbare Landkarten

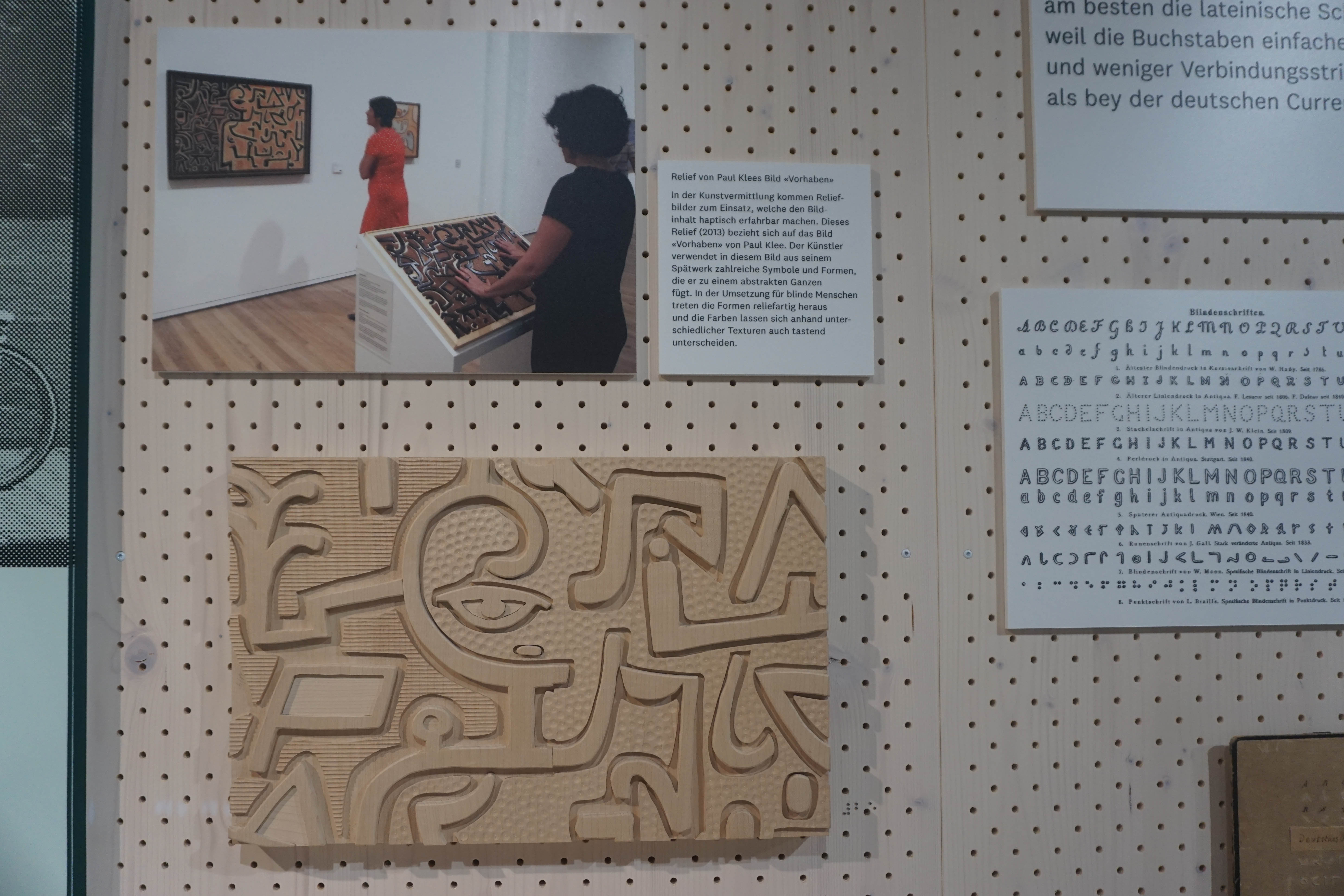
Kunstvermittlung

Das Museum bietet auf spezielle Weise eine Ausstellung kombiniert mit Dunkelraum und Audioerlebnis plus ein Atelier für Workshops und Sinneserfahrungen an.
Das monochrome Grau im Foyer soll die Besucher sofort in eine besondere visuelle Wahrnehmung versetzen. Mit sechs Videoporträts führen blinde Menschen mit Schilderungen ihres Alltags ins Thema ein.
Weiter erwartet die Besucher ein Audioerlebnis im völlig dunklen Raum. Eine Schülerin schildert ihren Weg zur Schule mit allen ihren Eindrücken und Hindernissen, den die Besucher beim anschliessenden Tastparcours selbst real erleben.
Die Ausstellung selbst umfasst 120 Sammlungsobjekte aus 200 Jahren Blindenpädagogik, die hier in thematischen Gruppen ausgestellt sind. Besonders veranschaulicht wird die Entwicklung der ertastbaren Brailleschrift und die taktile Veranschaulichung von Landkarten und Bildern. Ausserdem werden die technischen Entwicklungen verschiedener Hilfsmittel von den ersten Schreib- und Prägemaschinen bis zur digitalen Spracherfassung von Texten aus neuster Zeit gezeigt.
Im Atelier liegen viele Materialien und Informationen zur Selbsterfahrung und zur Information bereit. Man kann versuchen, die Blindenschrift zu erlernen und mit einer richtigen Braille-Schreibmaschine schreiben. Um die alltägliche Situation der Blinden zu verstehen, kann man mit Simulationsbrillen malen und zeichnen, Gegenstände ertasten oder Düfte erraten.
Für die Standardtour steht in vier Sprachen ein Mediaguide bereit. Daneben wird für Sehbeeinträchtigte und blinde Menschen, eine Tour in leichter Sprache und eine mit Induktionskopfhörer bei Hörbeeinträchtigung angeboten.

## Auszeichnungen
Für seine besonders auch auf die Bedürfnisse von seh- und hörbehinderten Menschen gestaltete Ausrichtung erhielt das Museum den Europäischen Museumspreis 2022, "Special Commendation".